# Čehoslovačka reprezentacija u hokeju na ledu
Čehoslovačka reprezentacija u hokeju na ledu je predstavljala državu Čehoslovačku.

## Uspjesi
- olimpijske igre:
  - prvaci:
  - doprvaci: 1948., 1968., 1976., 1984.
  - treći: 1920., 1964., 1972., 1992.